# The Thing from Another World
The Thing from Another World (bra: O Monstro do Ártico; palop: A Ameaça; prt: A Ameaça, A Ameaça do Outro Mundo ou A Ameaça de Outro Mundo) é um filme americano de 1951, dos gêneros horror e ficção científica, dirigido por Christian Nyby e Howard Hawks, com roteiro de Charles Lederer baseado no conto Who Goes There?, de John Wood Campbell, publicado na revista Astounding Science Fiction em agosto de 1938.
Em 1982, John Carpenter filmaria uma nova versão para Who Goes There? — The Thing.

## Elenco principal
| Atores/Atrizes     | Personagens            |
| ------------------ | ---------------------- |
| Margaret Sheridan  | Nikki Nicholson        |
| Kenneth Tobey      | Capitão Patrick Hendry |
| Robert Cornthwaite | Dr. Carrington         |
| Douglas Spencer    | Scotty                 |
| James Arness       | O monstro              |

## Sinopse
Uma equipe de resgate da Força Aérea americana, é enviada a Anchorage (Alasca) para ajudar grupo de pesquisadores, chefiado pelo Dr. Carrington, numa missão de socorro daquilo que parece ter sido um acidente com um avião próximo da base científica localizada no polo Norte.
Mas ao encontrar os cientistas, o capitão Hendry logo fica sabendo que eles não acreditam que o que procuram sejam destroços de um avião comum. Ao se dirigirem ao local do desastre, os homens encontram um disco voador enterrado no gelo. Ao tentarem tirá-lo, porém, a nave explode.
Mas nem tudo está perdido, pois perto dali os militares encontram um corpo de um alienígena igualmente soterrado sob o gelo. Eles o resgatam e levam para a estufa construída pelos cientistas, procurando mantê-lo congelado até que se saiba mais sobre ele. Descobrem que o ser é uma espécie humanoide de vegetal evoluído, e o que é pior: ele se alimenta de sangue.
Um descuido dos guardas faz com que a criatura escape do bloco de gelo. E assim começa a caçada, com os humanos tentando deter a criatura, que está querendo se alimentar do sangue deles.

## Lançamento

### Portugal
O filme estreou nos cinemas portugueses a 15 de maio de 1952 e foi distribuído pela RKO Rádio-Filmes.
Foi editado em DVD pela Costa do Castelo Filmes em 2006.
Também esteve disponível no videoclube do Meo.

## Versões lusófonas

### Português europeu

#### Legendagem
Na edição em DVD da Costa do Castelo Filmes, o filme foi traduzido e legendado pela Storyline Audiovisuais.